# Anthonis Mor
Anthonis Mor (cca 1519), Utrecht, Nizozemí – 1576/1578, Antverpy, Belgie) byl nizozemský malíř portrétista. Vzhledem k jeho mezinárodní proslulosti je znám pod různými podobami svého jména (Sir Anthony More, Anthonio Moro, Antoon Van Dashort Mor nebo Antonis Mor Van Dashorst). V roce 1552 portrétoval císaře Karla V., v roce 1554 v Londýně anglickou královnu Marii Tudorovnu.

## Biografie

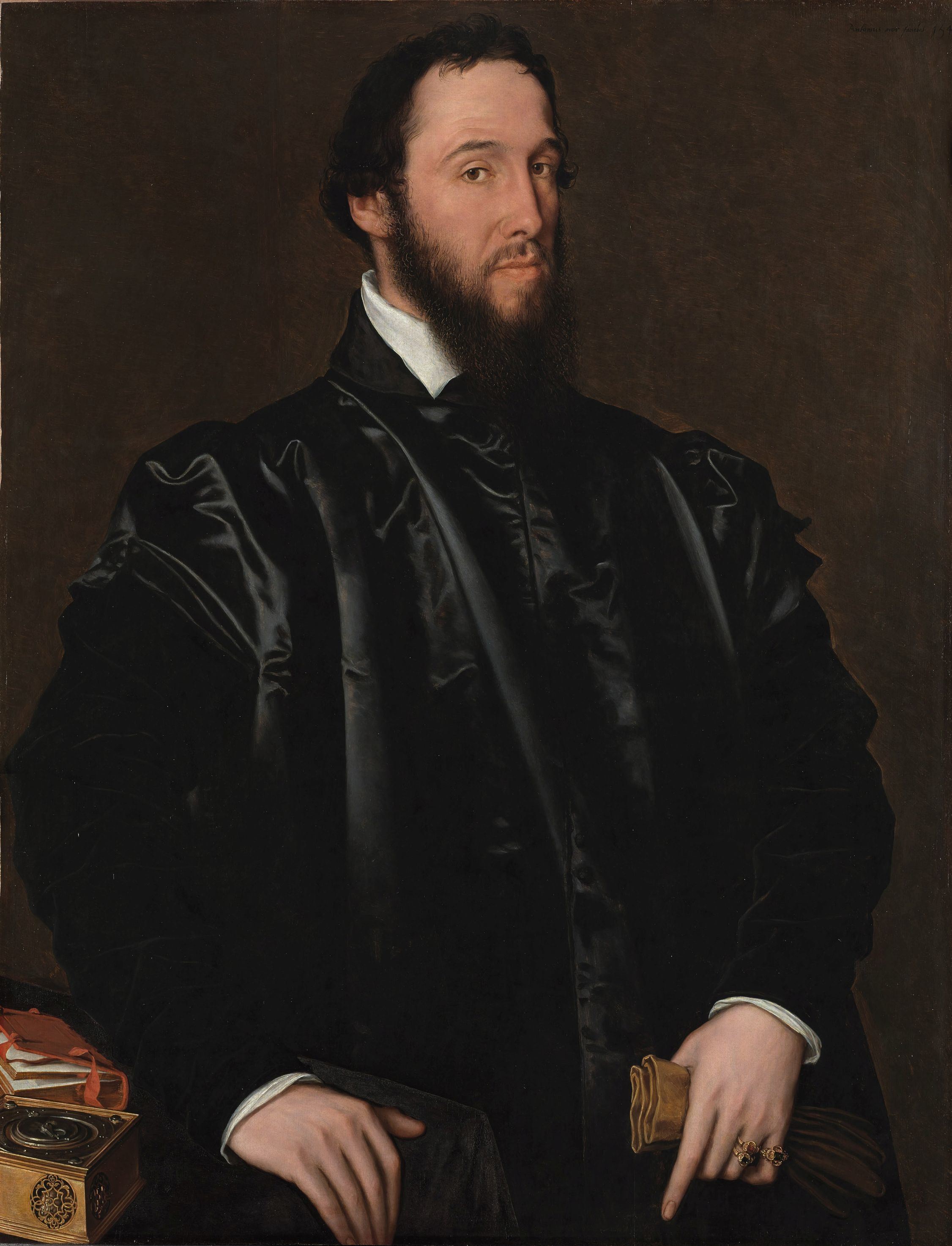
Portrét kardinála Granvely, 1549.

### Umělecké začátky
O jeho uměleckých začátcích se ví pouze tolik, že byl žákem Jana van Scorela. Jeho nejranější prací má být portrét z roku 1538, dnes ve Stockholmu. Za další rané práce jsou považovány portrét skupiny rytířů sv. Jana (kolem 1541, Utrecht), obraz poutníků (1544, Berlín) a portrét neznámé ženy (Muzeum v Lille). Pracoval v Antverpách a v Bruselu.

### Malíř evropského věhlasu
V roce 1547 byl přijat za člena ctihodné gildy sv. Lukáše v Antverpách. Záhy poté, přibližně v roce 1548, upoutal pozornost kardinála Granvely, biskupa z Arrasu, který se stal jeho mecenášem a představil ho císaři Karlu V. Anthonis Mor tak vstoupil do služeb španělské koruny, což ho zavázalo cestovat do Říma, Madridu, Lisabonu a Londýna. Mezi portréty, které namaloval v počátcích období, kdy byl protegé kardinála Granvely, vynikají jednak portrét samotného kardinála, jednak portrét vévody z Alby.

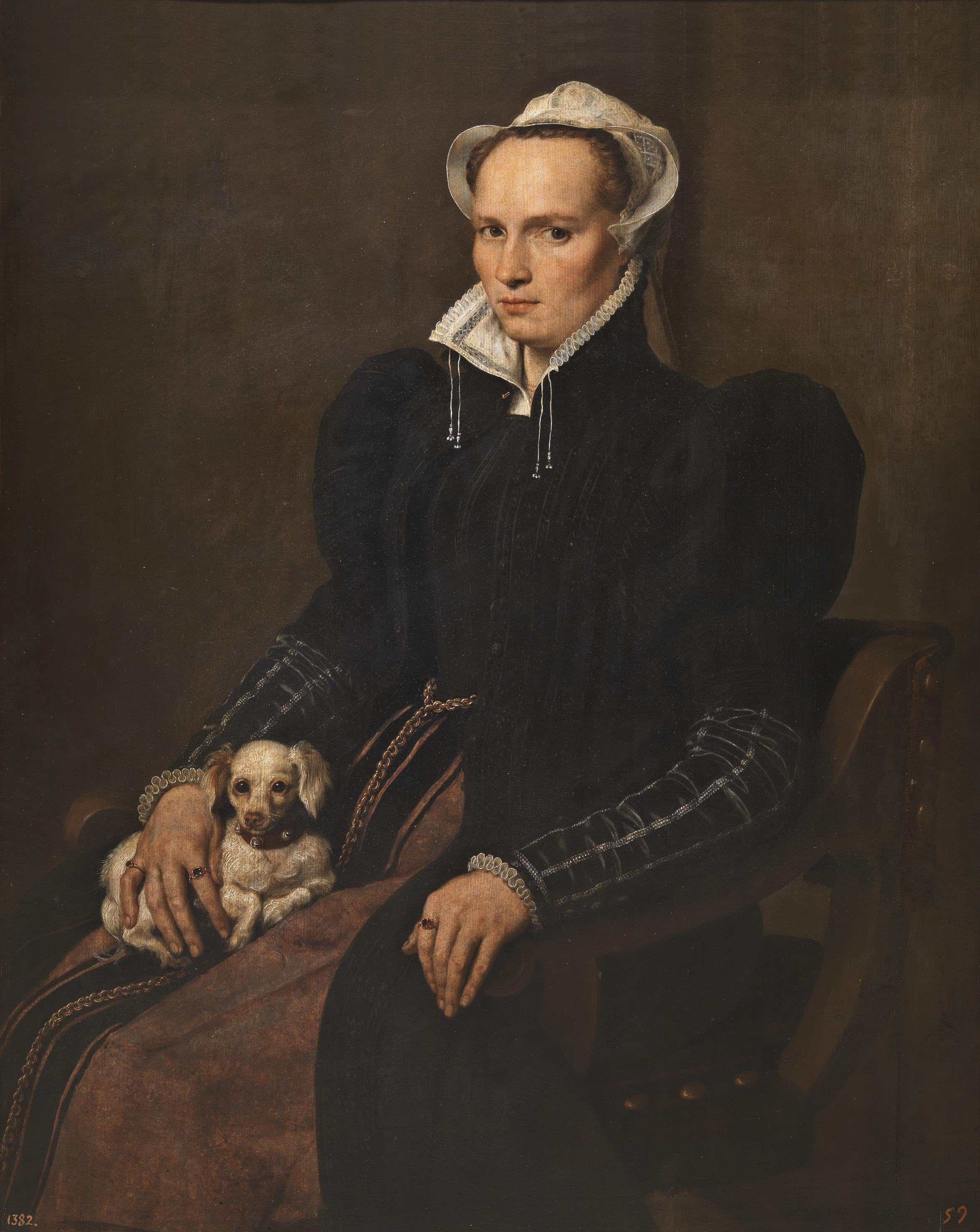
Portrét malířovy manželky Metgen, 1554, Museo del Prado, Madrid.

Itálii pravděpodobně navštívil poprvé v roce 1550. Zde kopíroval některá díla Tizianova, především jeho Danae. Královna Marie Španělská jej vyslala do Portugalska, což byla nepochybně jeho první návštěva této země. Zde vytvořil řadu portrétů, mezi nimiž vynikají portréty portugalského krále Jana III. a jeho manželky Kateřiny (Lisabon). Po návratu do Madridu maloval portrét Maxmiliána Habsburského. Do Říma se vrátil v roce 1552.
Odtud pak odcestoval do Janova a znovu do Madridu. V 1553 byl vyslán do Anglie, kde namaloval portrét královny Marie Tudorovny (Prado), své mistrovské dílo, které se stalo darem čerstvě vdané královně. Za toto dílo obdržel odměnu odpovídající ročnímu platu a byl jmenován rytířem.

Z této cesty do Anglie pochází rovněž kromě jiného i portrét sira Henryho Sidney a vyslance Simona Renarda, dále portréty pozdější anglické královny Alžběty ve věku 21 let a řada dalších.

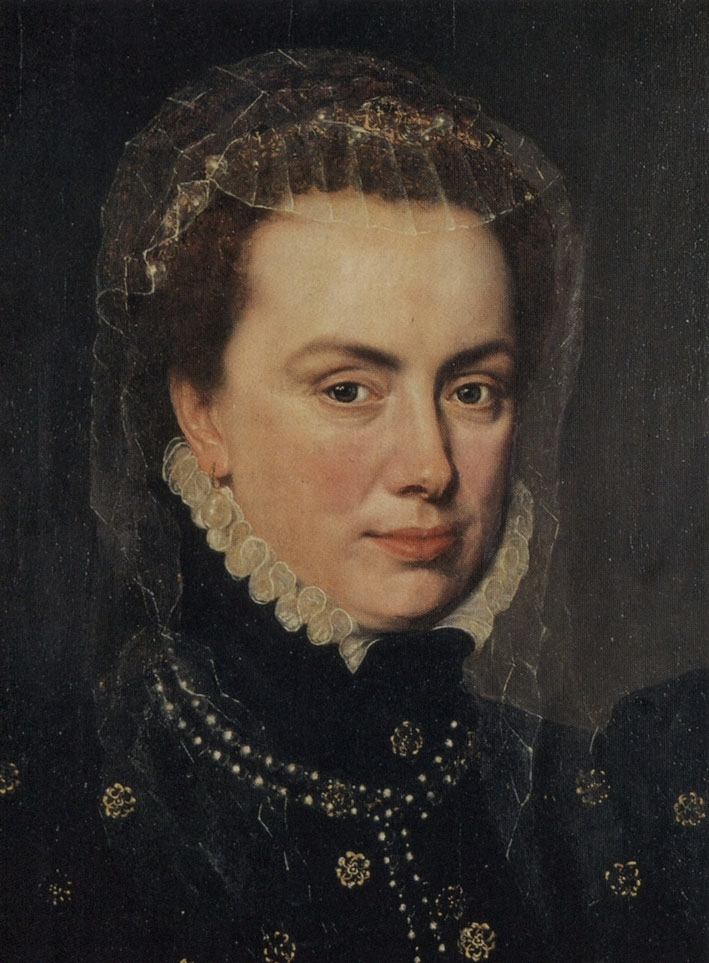
Portrét Markéty z Parmy (detail).

Byl preferovaným portrétistou Filipa II. Španělského. Ve Španělsku pracoval především v letech 1550–1554.
Koncem roku 1554 se vrátil do Holandska, kde namaloval portrét Viléma I. Oranžského a další vynikající portréty.
V roce 1558 odešel ze Španělska do Flander, kde pokračoval v práci pro Filipa II. V roce 1568 se usadil v Antverpách.

### Poslední etapa
V tomto období se Mor oženil, o jeho manželce však není mnoho známo. Jmenovala se Metgen a pravděpodobně byla vdova. Z Mora se stal člověk s rozsáhlým majetkem; při svém pobytu v Utrechtu byl znám jako Mor van Dashorst. Měl syna Filipa, jenž se stal kanovníkem, a dvě dcery.
Přesné datum jeho smrti není známo, zemřel v Antverpách v rozmezí let 1576–1578.

## Dílo a odkaz
Mezi mistrovská díla, která ke konci svého života vytvořil, náleží portrét španělské královny Alžběty z Valois či portrét jeho mistra, Jana van Scorela.
Kromě zmíněných obrazů vytvořil řadu dalších portrétů známých i neznámých osob, jež jsou ozdobou řady světových galerií (Louvre, galerie v Basileji, Bruselu, Haagu, Kasselu. Londýně, Vídni aj. Nejrozsáhlejší a nejucelenější soubor jeho děl se však uchoval ve Španělsku (Museo del Prado, Museo Nacional Colegio de San Gregorio, Museo Thyssen-Bornemisza, Museo de Bellas Artes de Bilbao, Casa de Alba atd.).
Anthonis Mor patří mezi nejvýznamnější světové portrétisty. Spojil vlámskou tradici s italskými, především benátskými vlivy. Výsledkem byly “výjimečné portréty, velmi objektivní, prototypy dvorských portrétů té doby” (L. Monreal). Mor dostihl, a možná i překonal Tiziana “v portrétní malbě intelektuálně pojaté, s hloubkou a koncentrací, s níž proniká do osobnosti modelu. ” (M. Olivar).
Vytvořil typ dvorského portrétu, který silně ovlivnil pozdější španělskou portrétní školu: Alonso Sánchez Coello (který byl Morovým pomocníkem ve Španělsku), Juan Pantoja de la Cruz, Bartolomé González i Velázquez.

## Galerie

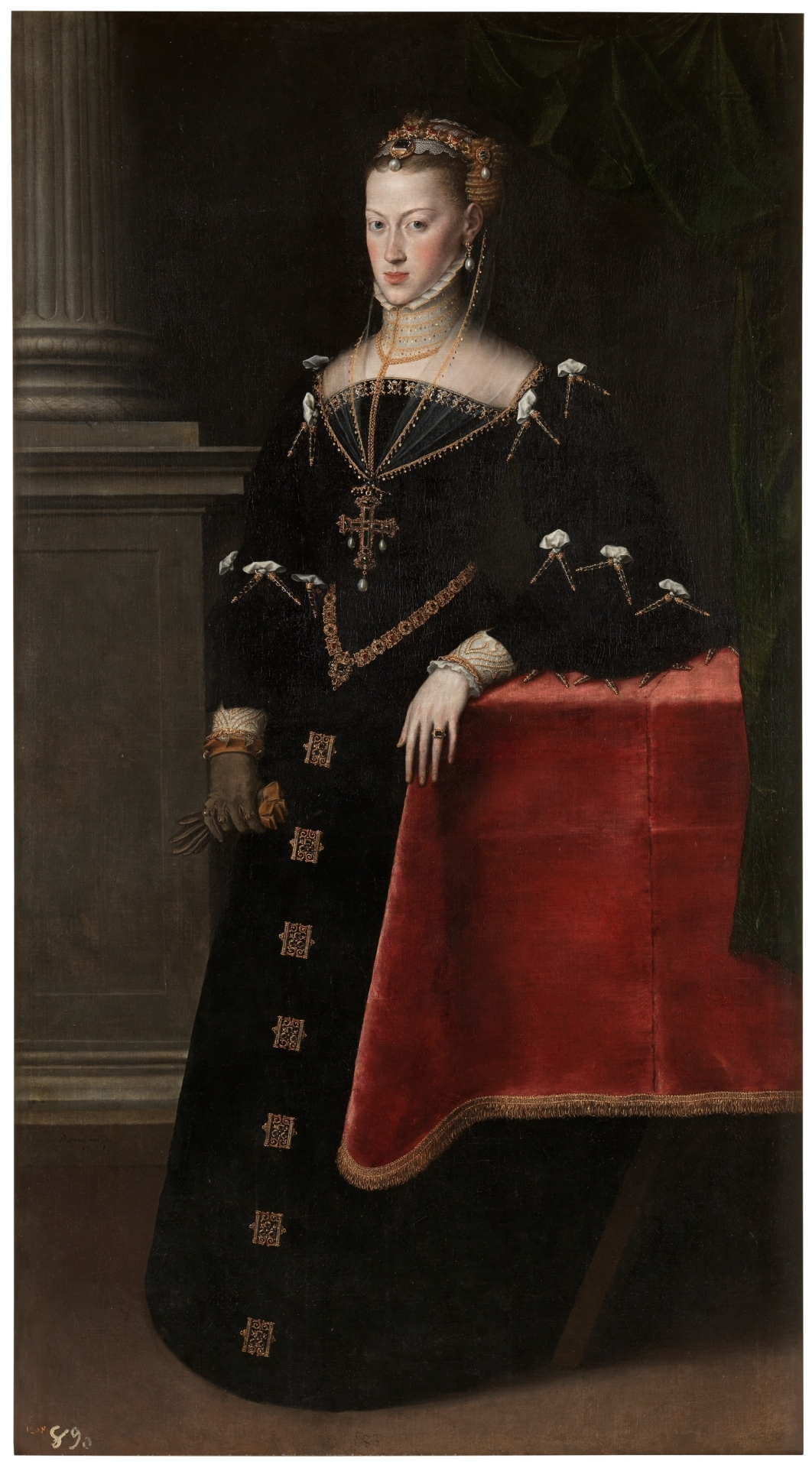
Infantka Marie Španělská, 1551
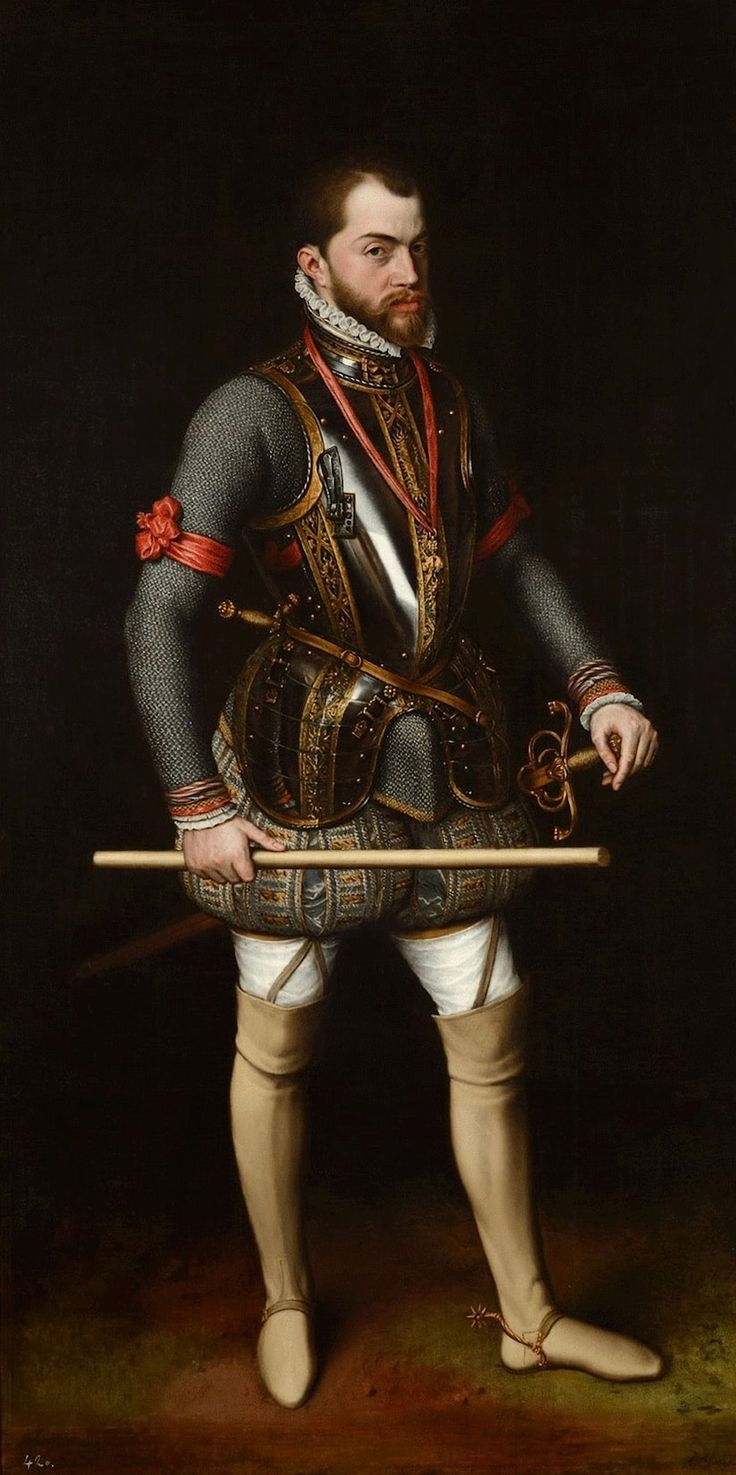
Filip II., španělský král, 1554
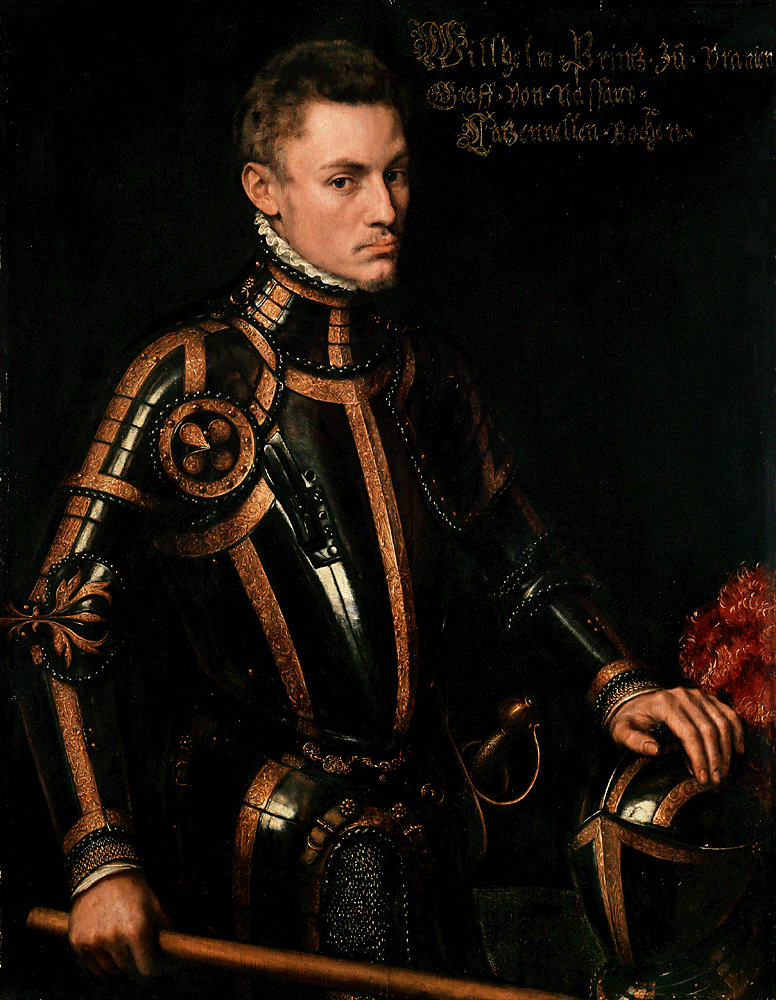
Vilém I. Oranžský, 1554
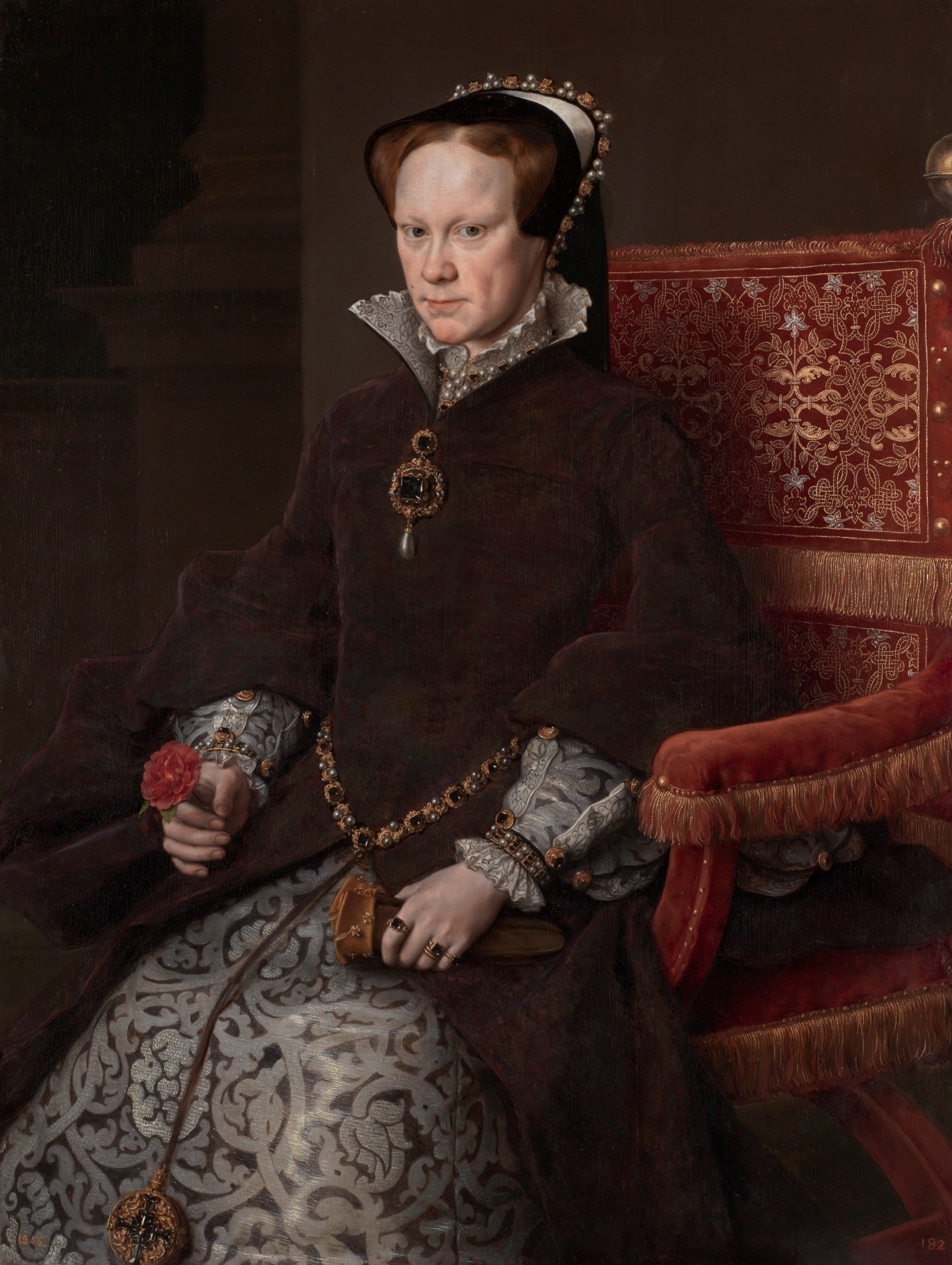
Portrét královny Marie Tudorovny, 1554
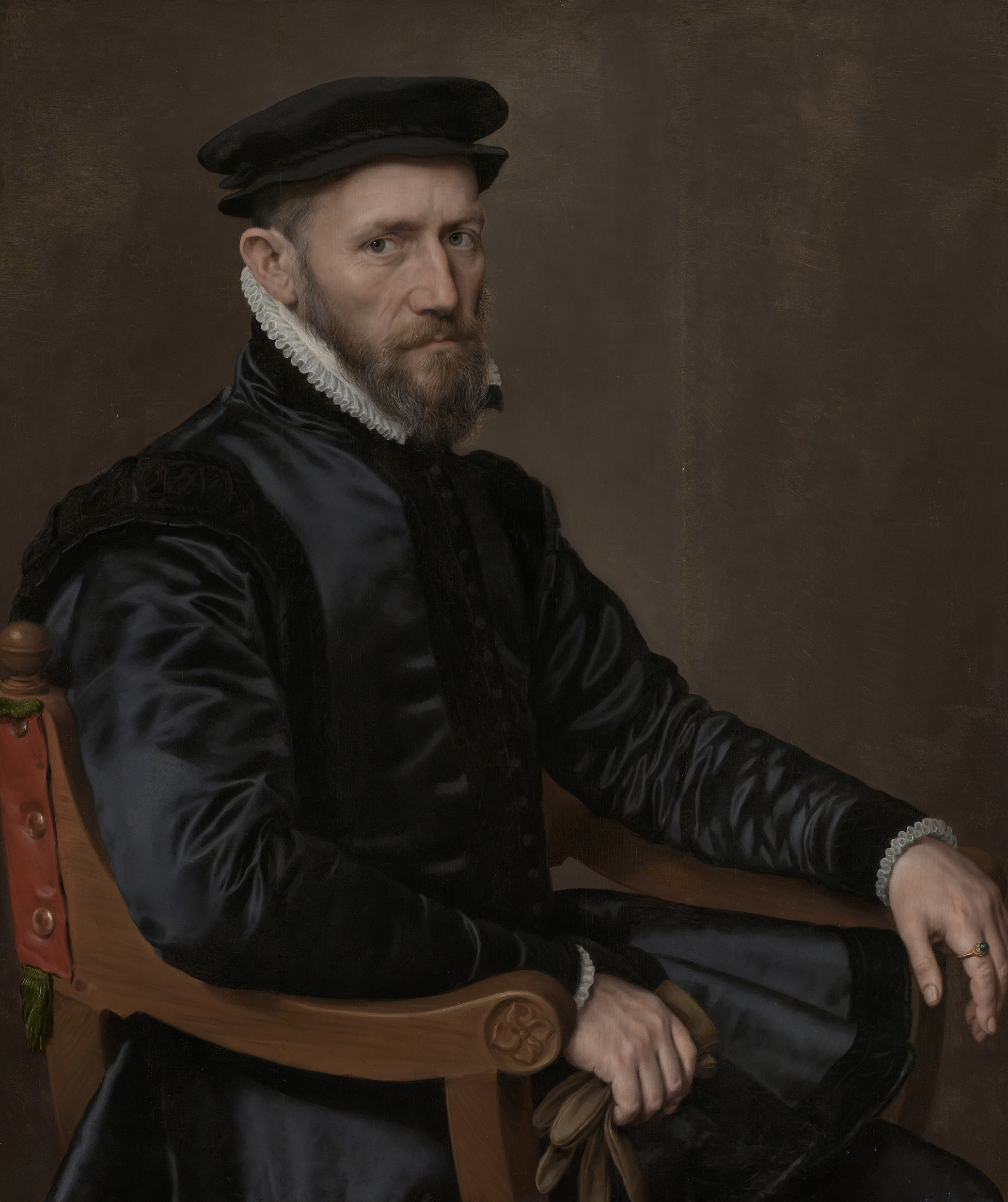
Sir Thomas Gresham, 1554
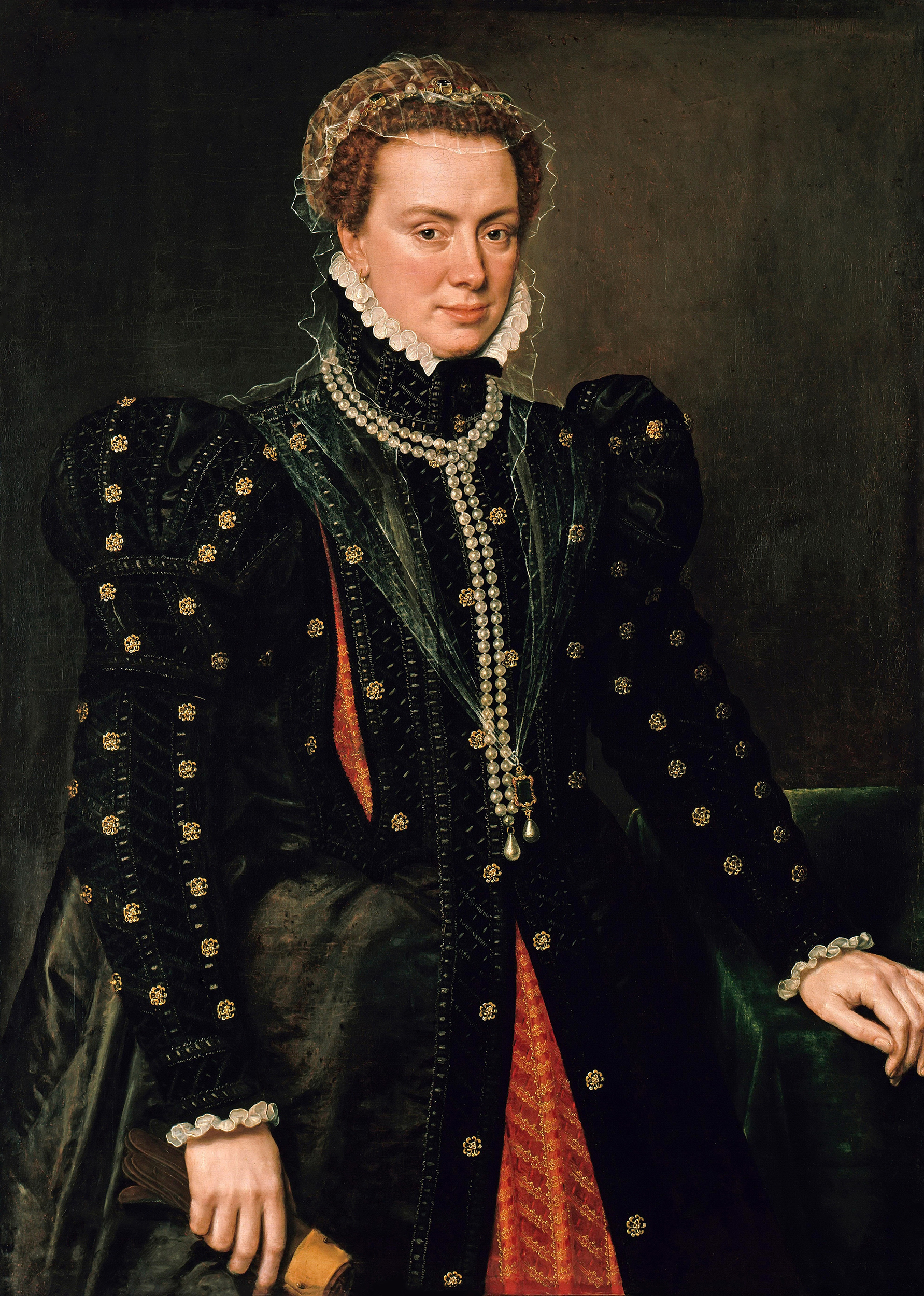
Markéta z Parmy, 1562
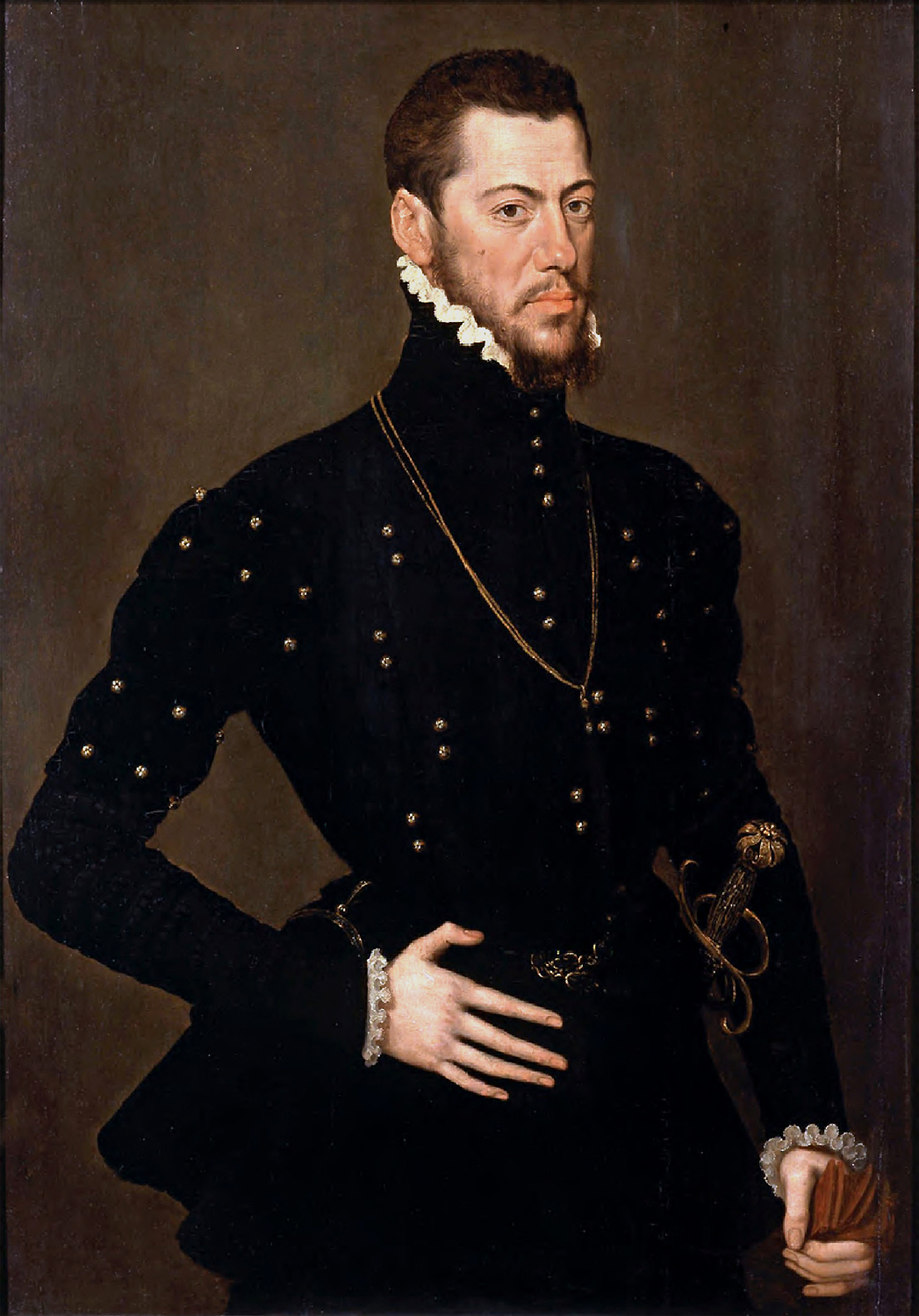
Martín de Aragón
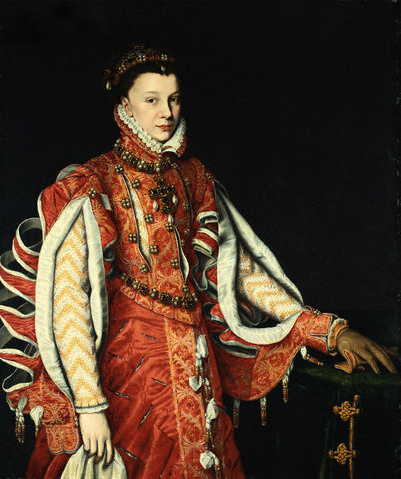
Alžběta z Valois